# Celina (Ohio)
Celina – miasto w Stanach Zjednoczonych, w zachodniej części stanu Ohio, stolica hrabstwa Marcer. Celina jest położone na zachodnim brzegu jeziora Grand Lake St. Marys. Miasto zostało założone w 1834 r.